# Trolejbusy w Batumi
Trolejbusy w Batumi − zlikwidowany system komunikacji trolejbusowej w gruzińskim mieście Batumi.

## Historia
Trolejbusy w Batumi uruchomiono 6 listopada 1978. W szczycie systemu w 1985 w mieście były trzy linie trolejbusowe o długości 41 km i 41 trolejbusów. Ostatnią linię trolejbusową nr 2 zlikwidowano w 2005.

## Tabor
W mieście eksploatowano trzy typy trolejbusów:
- Škoda 9Tr
- Škoda 14Tr
- ZiU-9